# Dzwonkówka wielkozarodnikowa
Dzwonkówka wielkozarodnikowa (Entoloma sarcitum (Fr.) Noordel.) – gatunek grzybów z rodziny dzwonkówkowatych (Entolomataceae).

## Systematyka i nazewnictwo
Pozycja w klasyfikacji według Index Fungorum: Entoloma, Entolomataceae, Agaricales, Agaricomycetidae, Agaricomycetes, Agaricomycotina, Basidiomycota, Fungi.
Po raz pierwszy gatunek ten opisał w 1838 r. Elias Fries, nadając mu nazwę Agaricus sarcitus. W 1988 r. Machiel Evert Noordeloos przeniósł go do rodzaju Entoloma. Pozostałe synonimy:
- Hyporrhodius sarcitus (Fr.) Henn. 1898
- Leptonia sarcita (Fr.) P. Karst. 1879
- Rhodophyllus sarcitus (Fr.) Quél. 1886

Stanisław Domański w 1955 r. nadał mu polską nazwę delikatka promienista, Władysław Wojewoda uznał ją za nieodpowiednią i w 2003 r. zarekomendował nazwę dzwonkówka wielkozarodnikowa, zgodną z jej nazwą naukową i charakterystycznymi cechami budowy mikroskopijnej.

## Morfologia
Kapelusz
Średnica do 27 mm, początkowo wypukły z pępówkowatym środkiem i podgiętym brzegiem, lekko higrofaniczny, lekko prześwitujący, lekko prążkowany tylko na brzegu. Powierzchnia ciemno brązowosepiowa, gładka, silnie jedwabisto-błyszcząca.
Blaszki
Około 20, średnio gęste, grube, szeroko przyrośnięte i zbiegające ząbkiem, początkowo łukowate, następnie segmentowate, brązoworóżowe. Ostrza równe, tej samej barwy.
Trzon
Wysokość około 28 mm, grubość 2 mm, cylindryczny z podstawą rozszerzoną do 2,5 mm, lekko skręcony. Powierzchnia blado sepiowa, jaśniejsza niż kapelusz, naga, pbłyszcząca.
Miąższ
Cienki, tej samej barwy co powierzchnia kapelusza i trzonu, bez zapachu.
Cechy mikroskopowe
Podstawki 20–35 × 8–12 µm, 4-zarodnikowe, ze sprzążkami bazalnymi. Zarodniki 9–18 × 6–9 µm, Qav = 1,3–1,9, w widoku nieregularnie 5–kątne. Cystyd brak. Skórki kapelusza typu cutis z przejściami do trichodermy, złożona z promieniście ułożonych., rozszerzonych strzępek o szerokości 10–25 µm, zawierających brązowy, wewnątrzkomórkowy pigment, ale brak inkrustacji granulkami pigmentu ścian strzępek. Brak sprzążek.
Gatunki podobne
Cechami charakterystycznymi dzwonkówki wielkozarodnikowej są ciemnobrązowy kolor owocników, gęsto ułożone podstawki, duże zarodniki i pigment wewnątrzkomórkowy. Pępówkowatym kapeluszem może powodować mylenie z niektórymi taksonami z podrodzaju Claudopus, które jednak różnią się inkrustowanymi strzępkami w skórce kapelusza i tramie trzonu.

## Występowanie i siedlisko
Podano występowanie Entoloma sarcitum w niektórych krajach Europy, poza nią w jednym miejscu w Ameryce Północnej. Gatunek bardzo rzadki. W Polsce do 2003 r. podano trzy stanowiska: Walther Neuhoff w 1925 i Stanisław Domański w 1955 i I. Hołownia w 1968; do 2025 r. nie podano nowych stanowisk.
Grzyb naziemny występujący wśród traw w lasach sosnowych i mieszanych, oraz w lasach liściastych na próchnicznej, piaszczysto-gliniastej glebie.